# Marcel Fleury
Pour les articles homonymes, voir Marcel Fleury (homme politique) et Fleury.
Marcel Fleury (1884-1949) fut évêque de Nancy de 1934 à 1949.

## Biographie
Marcel Fleury est né le 30 décembre 1884 à Le Val-Saint-Germain.
Il a été ordonné prêtre le 29 juin 1916 à Versailles.
Il fut désigné évêque de Nancy le 24 décembre 1934 et ordonné évêque le 11 février 1935.
Il est décédé le 16 août 1949.